# Margaret Callan
Pour les articles homonymes, voir Callan (homonymie).
Margaret Callan (vers 1817 - vers 1883) est une enseignante, nationaliste et écrivaine irlandaise. Elle est également connue sous son pseudonyme Thornton MacMahon,,.

## Biographie
Margaret Callan est née Margaret Hughes vers 1817 à Newry, dans le comté de Down. Elle est la fille d'un acheteur de lin, Phillip Hughes et Susan Gavan. Charles Gavan Duffy est son cousin germain du côté sa mère. Elle appartient à une grande famille et, après le décès de son père, la famille doit subvenir à ses propres besoins. Avec ses sœurs, Callan créé en 1835 le Whitehall Boarding and Day School for Young Ladies, un internat pour filles situé à Blackrock, Dublin . L'école est un succès et a été annoncée dans The Nation. Callan adopte des vues nationalistes, comme celle des Young Irelanders.
Elle épouse un chimiste pharmaceutique et apothicaire, John B. Callan, dont le commerce se trouve sur Merrion Row. Il contribue également occasionnellement à The Nation.
Par le biais de sa famille, Callan est liée au mouvement Young Ireland. Sa sœur, Susan, épouse leur cousin Gavan Duffy en 1846. Avec son frère, Terence MacMahon Hughes, elle écrit pour The Nation. Seuls deux articles peuvent lui être attribués avec certitude : Une journée à Versailles (29 juillet 1843) et Une journée à Paris (9 septembre 1843), relatant le fort soutien à Daniel O'Connell et à l'abrogation de l'acte d'union en France. Elle publie The casket of Irish pearls (1846) sous le pseudonyme de Thornton MacMahon, ce nom étant une dédicace à son frère, Terence. Il s'agit d'une collection de prose et de vers irlandais de la série de la Bibliothèque d'Irlande de James Duffy. Dans son introduction à l'anthologie, elle la consacre aux « jeunes hommes d'Irlande », les appelant à s'organiser et à s'instruire pour montrer leur soutien et leur disponibilité à l'autonomie gouvernementale. Gavan Duffy la décrit comme « une femme de génie », et c'est grâce à lui qu'elle se lie d'amitié avec Thomas Carlyle lors de sa visite en Irlande en 1847. En juillet 1848, avec Jane Wilde, Callan prend le contrôle éditorial de The Nation pendant l'emprisonnement de Gavan Duffy à Newgate,.
Les Callans émigrent en Australie en 1856. Plus tard, leur fille Margaret épouse le fils aîné de Gavan Duffy par son premier mariage, John Gavan Duffy.
Bien qu'elle n'ait aucun désir de revenir, Callan maintient un vif intérêt pour l'Irlande. Dans une correspondance avec William Carleton, elle a écrit : « Je ne retournerais pas si je le pouvais, et je remercie quotidiennement Dieu, surtout quand je lis la Nation (ou, en fait, n'importe quel journal irlandais), que mes enfants sont en sécurité au-delà des dangers de la famine ou le délation. » 
Elle meurt vers 1883 à Melbourne.